# Une sorcière comme les autres
Pistes de Une sorcière comme les autres
Faites-nous des chansons
Une sorcière comme les autres est une chanson d'Anne Sylvestre parue en 1975 dans l'album Une sorcière comme les autres.

## Historique
Anne Sylvestre rend hommage à sa façon aux femmes dans cette chanson féministe qui donne son titre à son onzième album.
La figure de la sorcière a été réutilisée par la deuxième vague du mouvement féministe, notamment via la création de la revue Sorcières en 1976.
L'année 1975 avait été déclarée « année de la femme »[Quoi ?][Par qui ?].

## Thématique
Une sorcière comme les autres est une chanson sur la condition féminine, en particulier sur la maternité.
Je vous ai portés vivants

Je vous ai portés enfants
La chanson se veut un rappel aux hommes d'une condition féminine présupposée à travers les âges :
Vous m'avez aimée servante

M'avez voulue ignorante

[…]

Vous m'avez aimée putain

Et couverte de satin

Vous m'avez faite statue

Et toujours je me suis tue
Le refrain (dont le dernier vers sert de titre à la chanson) montre la communauté de destin de toutes les femmes. L'image de la sorcière souligne les pouvoirs que demandent les rôles de mère, d'épouse et de femme en même temps que le sort obscur auquel l'histoire les a souvent condamnés.

## Réception
La chanson est considérée comme une des plus grandes réussites d'Anne Sylvestre : « le monde de la chanson, unanime, parle de chef-d’œuvre ! ». « Ce titre devient aussitôt la chanson phare de toute une génération
 ».
En 2017, Françoise Nyssen, alors Ministre de la Culture, répond ainsi  à une question concernant ses goûts musicaux : « l'une des plus belles chansons du monde pour moi est Une sorcière comme les autres écrite par Anne Sylvestre et reprise par Pauline Julien, une grande chanteuse québécoise militante ».

## Reprises
- 1977 : Pauline Julien dans son album Femmes de paroles (Kébec-Disc)[6]
- 1980 : Christiane Stefanski dans son premier album éponyme[7]
- 1981 : Guillermina Motta adapte la chanson en catalan sous le titre Una bruixa com les altres[8]
- 2007 : Yvette Théraulaz dans l'album Histoires d'elles[9]
- 2011 : Jorane dans son album Une sorcière comme les autres (Mis, 2011)[10]
- 2012 : Christian Camerlynck dans l'album Se défaire[11]
- 2015 : Le groupe Evasion dans l'album Les hormones Simone[12]
- 2016 : Entre 2 caisses dans l'album Sous la peau des filles[13]
- 2019 : Laetitia Isambert et Nathalie Doummar[14]
- 2020 : un chœur de 106 femmes interprète cette chansons à Brest[15]
- 2020 : Cilou, single en hommage à Anne Sylvestre, décédée le 30 novembre 2020[16]
- 2022 : Les Ogres de Barback dans l'album Pitt Ocha et le vélo à propulsion phonique[17]. Cette même année, sur l'antenne de France Inter, Ben Mazué interprète la chanson dans l'émission radiophonique Booemerang d'Augustin Trapenard[18]
- 2024 : Fanny Britt et Alexia Bürger dans leur pièce Lysis présentée au Théâtre du nouveau monde à Montréal[19].

Outre la version originale parue en 1975, Anne Sylvestre publie six autres versions de Une sorcière comme les autres, dont quatre en public. Elles figurent dans les enregistrements suivants : Olympia 1986, Gémeaux croisées (en public, en duo avec Pauline Julien, 1988), A l'Olympia 1998, Théâtre du Trianon - Son jubilé (DVD enregistré au Trianon à Paris en 2007, paru en 2008), Son jubilé en public (CD enregistré au Théâtre de la Mals à Sochaux, 2008), Carré de dames (avec Agnès Bihl, Dorothée Daniel et Nathalie Miravette, 2015).